# Selkäsaari (ö i Kajanaland, Kajana, lat 64,46, long 27,46)
Selkäsaari är en ö i Finland. Den ligger i sjön Kivesjärvi och i kommunen Paldamo i den ekonomiska regionen  Kajana ekonomiska region  och landskapet Kajanaland, i den centrala delen av landet, 500 km norr om huvudstaden Helsingfors. Öns area är 1,9 hektar och dess största längd är 330 meter i öst-västlig riktning.